# Janet Reno
Janet Wood Reno (Miami, 21 de julio de 1938-Miami, 7 de noviembre de 2016) fue fiscal general de los Estados Unidos de 1993 a 2001. Fue nominada por el presidente de los Estados Unidos Bill Clinton el 11 de febrero de 1993 y confirmada el 11 de marzo. Fue la primera mujer en ejercer el puesto y la segunda persona en ocuparlo durante más tiempo.

## Biografía
Reno asistió a la escuela pública en el condado de Miami-Dade en Florida. En 1956 ingresó en la Universidad de Cornell en Ithaca, Nueva York, escogiendo como asignatura la Química. Vivió en Balch Hall y fue nombrado presidente de la Asociación de Autogobierno de Mujeres.
En 1960, Janet Reno se inscribió en la Escuela de Derecho de Harvard como una de las seis mujeres en la clase de más de 500 estudiantes. Obtuvo su título en Derecho tres años después.
Reno fue nombrada Directora del Comité Jurídico de la Casa de Representantes de Florida en 1971. Ayudó a revisar el sistema de cortes de Florida. En 1973 aceptó un puesto en la oficina del Fiscal en el condado de Dade. Durante este tiempo, acusaciones sobre su orientación sexual fueron usadas por su oponente Jack Thompson en su campaña en contra de Reno. Ella ganó la elección con el 69 % de los votos. Dejó la oficina del fiscal general en 1976 para asociarse con una firma privada de abogados.
En 1978 fue nombrada fiscal general para el condado de Dade (ahora llamado Miami-Dade). Fue elegida en noviembre de 1978 y reelecta cuatro veces más. Ayudó a reformar el sistema de justicia juvenil y persiguió a padres morosos  para el cumplimiento de los pagos de manutención de sus hijos. También estableció la Corte de Drogas de Miami.
Durante su época en al condado de Dade, fue la abogada principal en un caso de brutalidad policíaca. No logró la condena de ninguno de los oficiales acusados de golpear a Arthur McDuffie en 1979.
Janet Reno fue criticada por procesar a presuntos delincuentes sexuales durante su tiempo en la Oficina Fiscal, y sus actos fueron descritos como una "cruzada" con acciones como la manipulación durante el interrogatorio de testigos menores. Estuvo involucrada en el proceso judicial de Bobby Fijnje de 14 años, acusado de abusos cometidos durante ritos satánicos, quien fue absuelto más tarde.
En 1995 fue diagnosticada con la enfermedad de Parkinson. Falleció por complicaciones de esta enfermedad en noviembre de 2016.

## Fiscal general
En 1993, Reno fue nominada y confirmada como la primera fiscal general de los Estados Unidos bajo el mandato de Bill Clinton, tras haber sido rechazados previamente Zoe Baird y Kimba Wood cuando se reveló que ambas habían empleado a mujeres con estatus ilegal como niñeras. Reno permaneció como fiscal general durante el resto de la presidencia de Bill Clinton, convirtiéndose en la fiscal general que más tiempo ha permanecido en el puesto desde William Wirt en 1829. 
Mientras Clinton podía mediar los asuntos económicos entre miembros de su propio partido Demócrata y el Congreso Republicano, el trabajo de Reno estaba al centro de una gran variedad de inextricables conflictos culturales. Esto la hizo blanco de críticas de la derecha en la Administración Clinton, quienes denunciaban al gobierno federal como una amenaza a los fundamentos de las libertades en el país.

## Vida personal
Janet Reno nunca se casó ni tuvo hijos. Tenía grandes amigos a los cuales visitaba en sus casas, para salir a cenar, jugar cartas, acudir a bailar, pero sin que se conociera una relación sentimental formal.
Janet Reno falleció el 7 de noviembre de 2016 a los 78 años, por complicaciones de la enfermedad de Parkinson, la cual padecía desde 1995 en Miami.
| Predecesor: William Barr | Fiscal general de los Estados Unidos 12 de marzo de 1993-20 de enero de 2001 | Sucesor: John Ashcroft |